# Прапор Березників
Пра́пор Березникі́в — офіційний символ села Березники Ємільчинського району Житомирської області, затверджений 16 вересня 2013 р. рішенням № 162 XXII сесії Березниківської сільської ради VI скликання.

## Опис
Квадратне полотнище розділене навскіс білою смугою завширшки 1/10 сторони прапора. Верхня частина прапора зелена, нижня — синя. У верхній частині прапора зліва розміщений малий герб висотою 1/3 сторони прапора.

## Значення кольорів
Зелений колір — символ достатку і природних особливостей, землі і лісів, рослинності і родючості Поліського краю; синій — мирне небо, багатство краю природною водою; білий — символ чистоти і благородства.
Автор — Аліна Шнайдер.